# Hans Paul Schmohl

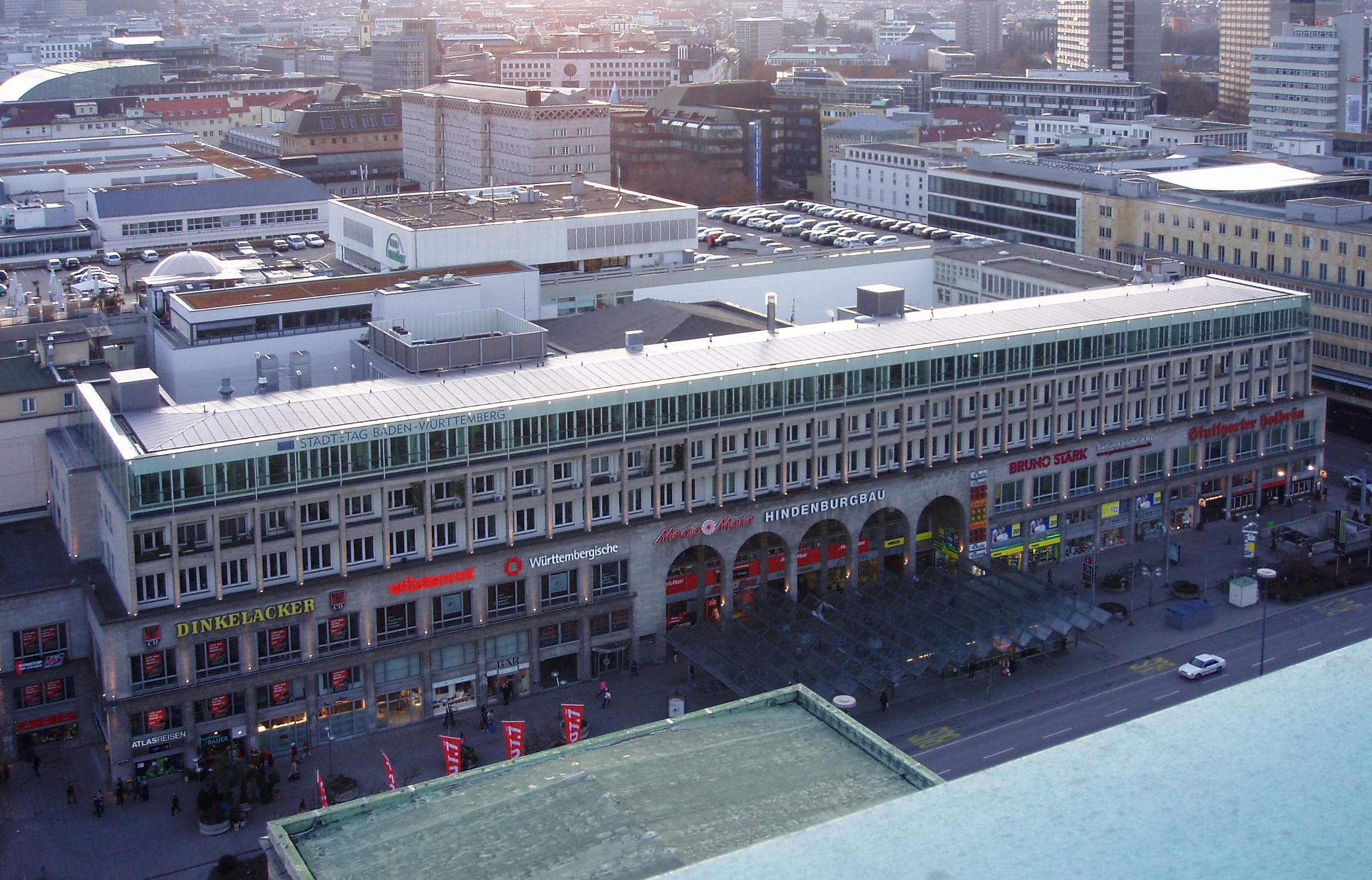
Hindenburgbau in Stuttgart

Hans Paul Schmohl (* 15. März 1904 in Stuttgart; † 11. März 1973 ebenda) war ein deutscher Architekt, Designer und Künstler.

## Leben
Hans Paul Schmohl wurde als Sohn von Paul Schmohl geboren, er war ein Neffe des Berliner Architekten Eugen Schmohl. 1923 legte er am Dillmann-Gymnasium Stuttgart das Abitur ab. Danach studierte er an der Technischen Hochschule Stuttgart bei Paul Bonatz und Paul Schmitthenner sowie an der Technischen Hochschule in Berlin Architektur. Seit 1929 hatte er in Stuttgart ein eigenes Architekturbüro und entwarf Einfamilienhäuser und Villen, für die er oft auch die Möbel gestaltete. Sein erster hervorstechender Auftrag war das Lichtspielhaus Universum an der Königstraße in Stuttgart.
In den Jahren 1948 bis 1949 wurde nach Plänen von Hans Paul Schmohl und anderer Architekten der Hindenburgbau in Stuttgart in veränderter Form wiederaufgebaut, wobei das Gebäude um zwei zusätzliche zurückgesetzte Etagen erweitert wurde. In den Jahren 1953 bis 1956 wurde nach Plänen von Hans Paul Schmohl und Paul Stohrer das Stuttgarter Rathaus in modernen Formen gebaut. 1954 wurde das Einrichtungshaus Karl Kost in Heilbronn nach Plänen von Schmohl errichtet. Schmohl plante außerdem das Sommerberg-Hotel in Bad Wildbad, das Schlossgartenhotel in Stuttgart, einen Teil des Kurzentrums Westerland sowie Geschäfts- und Industriebauten.
Schmohl war viele Jahre Präsident der deutsch-französischen Künstlergruppe malender Architekten ligne et couleur.

## Bauten

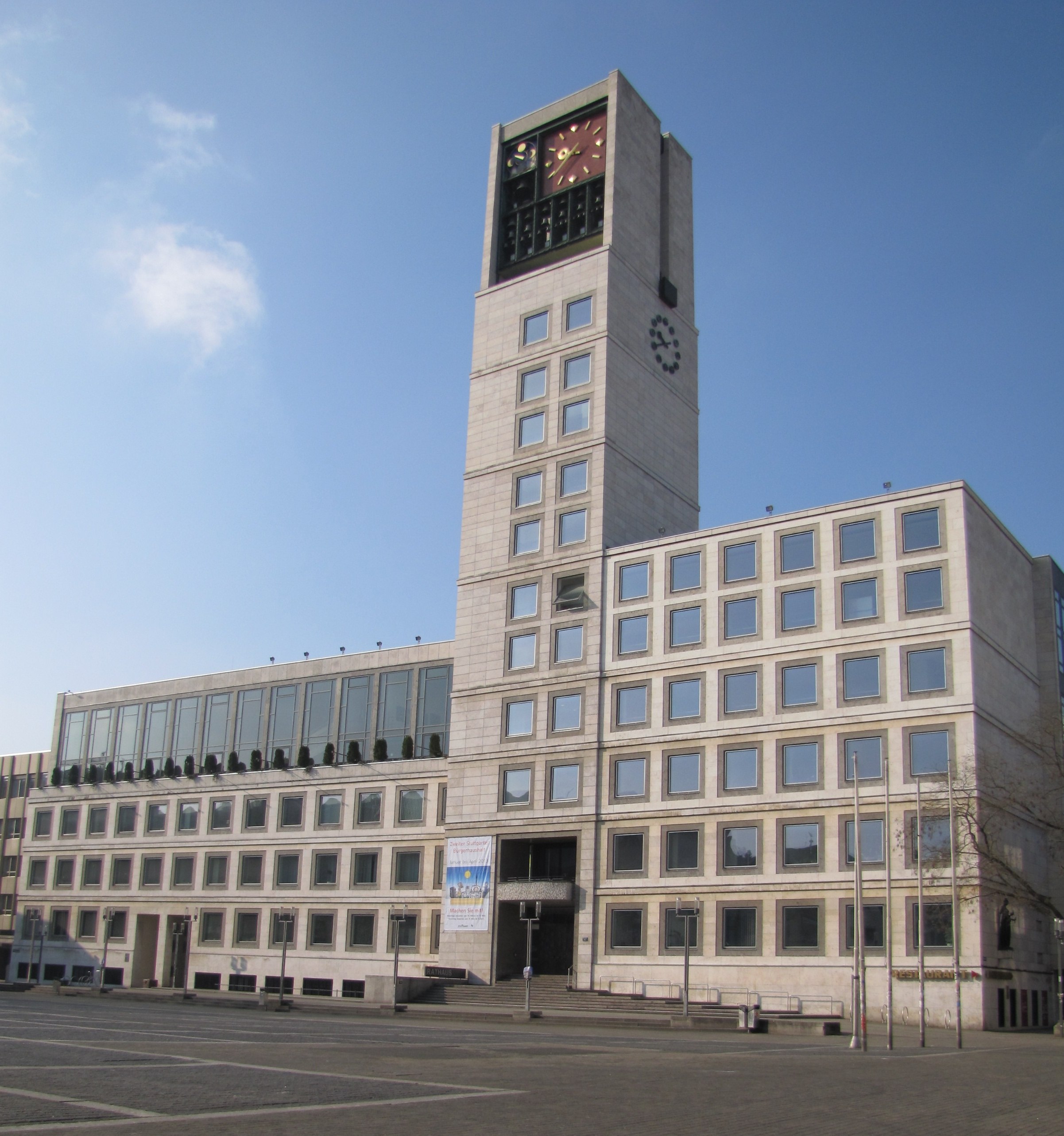
Stuttgarter Rathaus

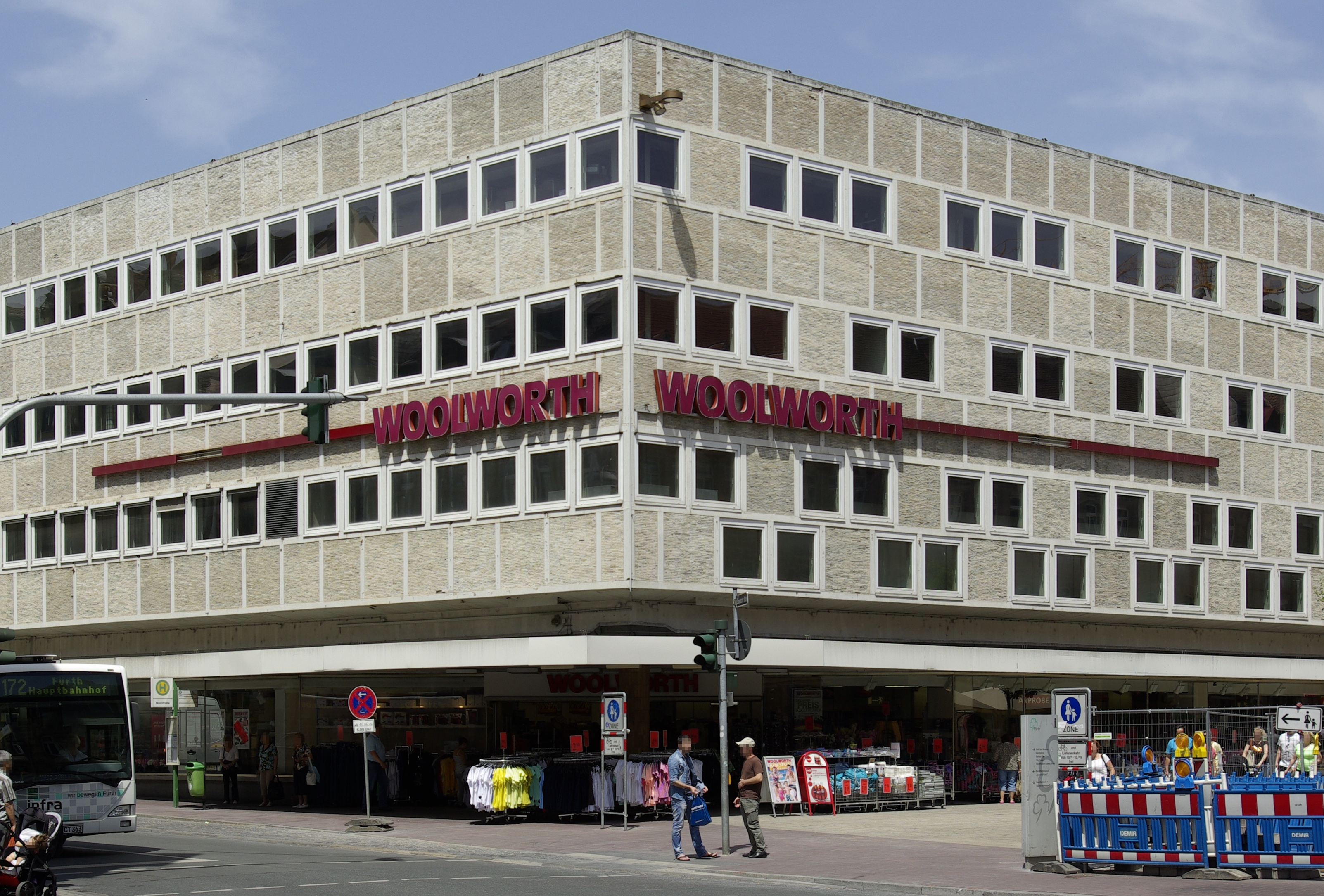
Kaufhaus Woolworth in Fürth

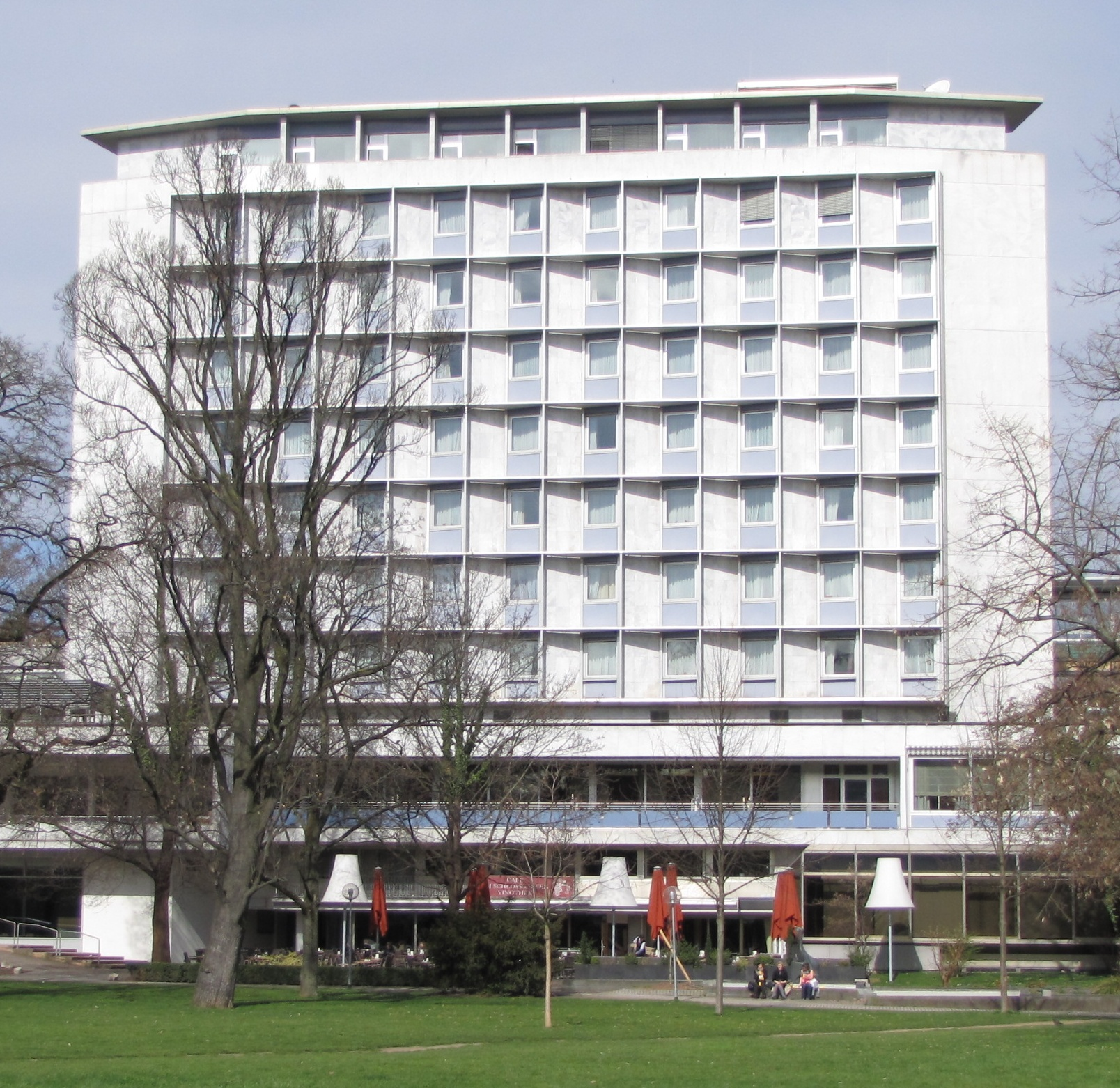
Hotel am Schlossgarten in Stuttgart

- 1932: Wohnhaus am Hang in Backnang[4]
- 1939: Kinderhort in Backnang
- 1949: Wiederaufbau des Hindenburgbaus in Stuttgart (mit Georg Staehelin, Hans Eitel und Karl Fink)
- 1952: Villa in Reutlingen, Panoramastraße 95
- 1954: Einrichtungshaus Karl Kost in Heilbronn
- 1956: Stuttgarter Rathaus (mit Paul Stohrer)
- 1956: Kaufhaus Woolworth in Fürth
- 1961: Amerika-Haus (heute: Film-Haus) in Stuttgart
- 1962: Schlossgartenhotel in Stuttgart[5]
- 1963: Sommerberg-Hotel in Wildbad[6]

sowie undatiert:
- Mercedes-Schuhhaus in Stuttgart
- Uhrenfabrik Wehner in Pforzheim
- Damenmodehaus Oberpaur in Stuttgart
- Möbelhaus Walker in Heilbronn
- PX-Warenhaus in Stuttgart
- KFA-Warenhaus in Stuttgart
- Haus Pelz-Maier in Stuttgart
- Schuhhaus Bally in Stuttgart
- Wohnhaus auf einer Anhöhe der Stadt Stuttgart
- Haus auf der Höhe, Haus L. am Gähkopf, in Stuttgart
- Wohnhaus am Hang in Stuttgart
- Esso-Motor-Hotel in Sindelfingen
- Mittelbau des Kurhotels in Bad Neuenahr
- Wulle-Bau am Rotebühlplatz in Stuttgart
- Bebauung des Marstallgeländes
- Lichtspielhaus Universum an der Königstraße in Stuttgart
- Haus H. auf einer Höhe am Rande Stuttgarts
- Haus C. in Stuttgart
- Haus K. in Stuttgart
- Haus H. in Stuttgart
- Einfamilienhaus G. in Stuttgart
- Haus W. in Backnang
- Haus L. in Backnang
- Haus in östlichem Außenbezirk Stuttgarts
- Geschäftshaus, Königstraße 40, in Stuttgart

## Inneneinrichtungen
- 1949: Restaurant, Kaffee und Kino im Hindenburgbau in Stuttgart

sowie undatiert:
- Mercedes-Schuhgeschäfte in Stuttgart, Düsseldorf und Hamburg
- Golfbar
- Excelsior Cabaret
- Salon Pelz-Maier in Stuttgart
- Schwarz-Weiß-Bar und Tanzraum
- Kaffee Wirth in Stuttgart
- Schuhhaus Grumann in Stuttgart
- Laden für Zeichenbedarf in Stuttgart
- Laden der Staatlichen Bernsteinmanufaktur in Stuttgart
- Gaststätte Krone in Stuttgart
- Tanzgaststätte Maxim in Stuttgart